# Scisma di Montaner
Con l'espressione scisma di Montaner si intende la vicenda che portò la quasi totalità degli abitanti di Montanèr, frazione del comune di Sarmede, in provincia di Treviso, ad abbandonare la tradizione cattolica per abbracciare quella ortodossa, a causa di una grave divergenza con l'allora vescovo di Vittorio Veneto Albino Luciani, futuro papa Giovanni Paolo I.

## La morte del parroco

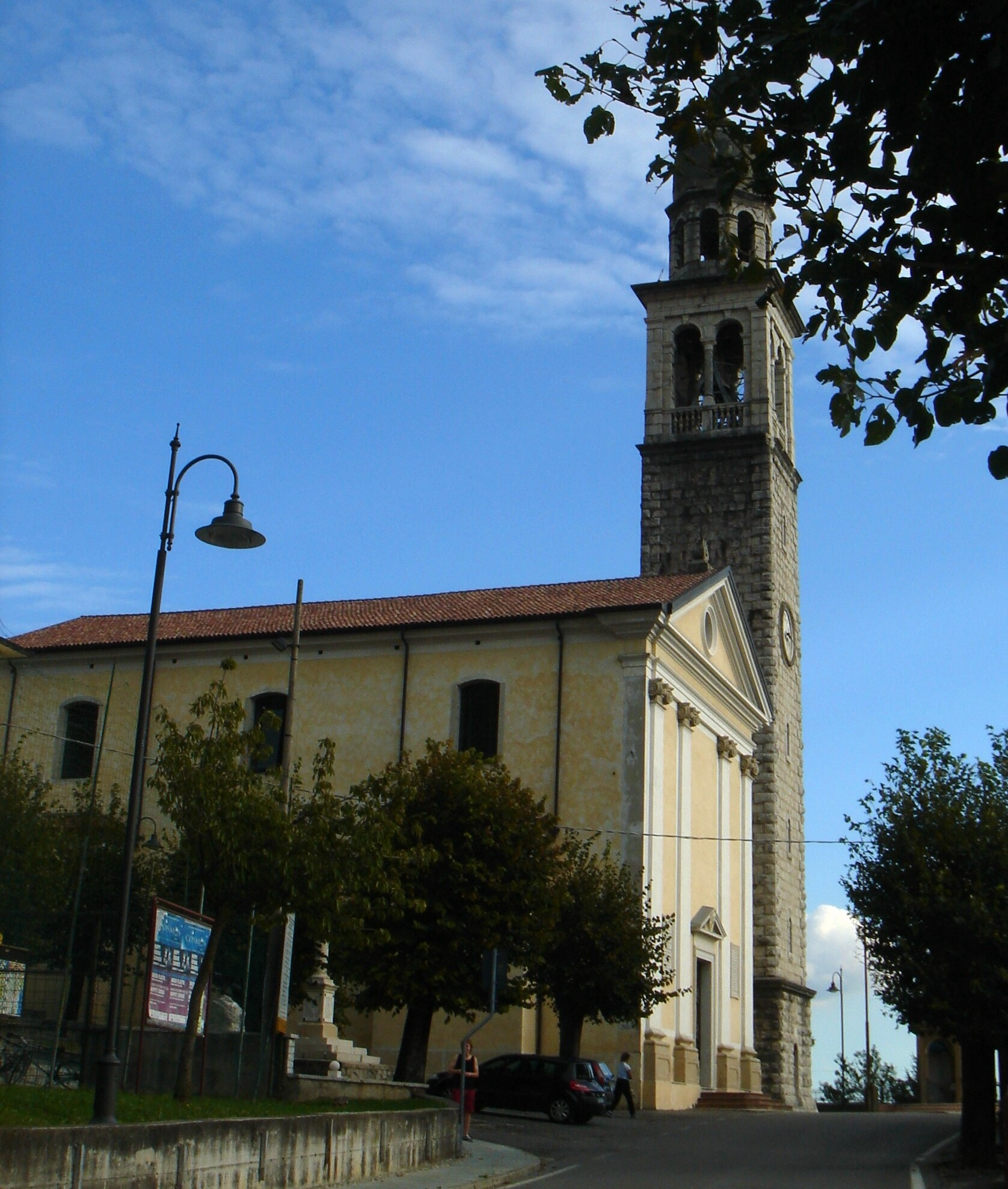
La chiesa cattolica di San Pancrazio a Montaner

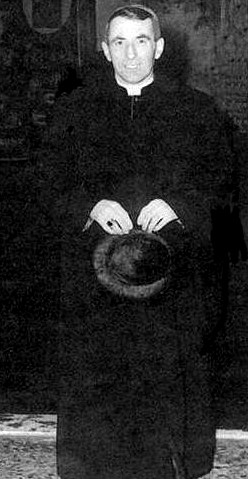
Albino Luciani vescovo di Vittorio Veneto

Causa prima della vicenda fu la morte del parroco di Montaner, don Giuseppe Faè, deceduto il 13 dicembre 1966. Il sacerdote aveva esercitato il suo ministero in paese sin dal 1927 e si era distinto per le sue opere antifasciste, che lo avevano portato a fondare le brigate partigiane "Vittorio Veneto". Amatissimo dalla popolazione, era da molti considerato alla stregua di un santo e numerosi furono gli aneddoti che circolavano localmente sui suoi presunti poteri taumaturgici e miracolosi.
Tra i parrocchiani era opinione comune che suo successore dovesse essere il cappellano don Antonio Botteon, il quale aveva assistito don Faè nei suoi ultimi tre anni di vita. Tuttavia mons. Albino Luciani, all'epoca vescovo di Vittorio Veneto nominò un altro presbitero, don Giovanni Gava, prevedendone l'insediamento per il 22 gennaio 1967.
Rifiutando la scelta, in paese si costituì un comitato che chiedeva al vescovo di affidare la parrocchia al cappellano Botteon o, quantomeno, di confermarne la residenza a Montaner come viceparroco. Il vescovo Luciani respinse la richiesta, rammentando come, secondo il canone 523 del codice di diritto canonico, non fosse contemplata l'elezione del parroco da parte dei parrocchiani (salvo laddove esistessero antichi giuspatronati) e nondimeno evidenziando come il cappellano Botteon fosse troppo giovane per amministrare da solo una parrocchia; al contempo la nomina di un viceparroco appariva sproporzionata per un paese così piccolo.
Montaner si divise allora fra una minoranza che non riteneva giusto ribellarsi al vescovo e i sostenitori del cappellano Botteon come nuovo parroco; la polemica tra le due fazioni si inacerbì al punto da sfociare in reciproci atti di violenza.
La tensione salì alla vigilia dell'insediamento di don Gava, che il 21 gennaio, al suo arrivo a Montaner, trovò le porte e le finestre della chiesa murate e un nutrito "picchetto" di abitanti che bloccò l'autocarro su cui erano caricati i suoi effetti personali. Circolò anche la notizia che in paese vi fossero nascoste delle armi (fatto non smentito dalla popolazione - probabilmente molti paesani avevano in casa pistole e fucili dal tempo della seconda guerra mondiale), sicché un plotone di Carabinieri accorse a Montaner per evitare che la situazione potesse degenerare.
Il 9 febbraio 1967 una delegazione di montaneresi partì per Roma con la speranza, rimasta vana, di un colloquio con papa Paolo VI.
Il vescovo Luciani si adoperò per cercare un compromesso: incaricò un frate di reggere temporaneamente la parrocchia per sei mesi, allo scadere dei quali la curia avrebbe stilato una rosa di presbiteri, tra i quali i montaneresi avrebbero dovuto scegliere il loro parroco stabile. Il 19 marzo 1967 arrivò quindi in paese padre Casimiro, un frate di Monselice, il quale tentò di dialogare con le fazioni per farle riappacificare: gli sforzi furono improduttivi e allo scadere dei sei mesi la comunità restava arroccata sulle proprie posizioni, rifiutando di valutare i nomi indicati dalla sede episcopale. Luciani pertanto agì d'imperio e nominò nuovo parroco don Pietro Varnier, che giunse a Montaner la mattina del 12 settembre 1967, prendendo possesso della canonica.
Appresa la notizia, la popolazione si riversò in massa in piazza e mosse in corteo verso la casa parrocchiale, che fu assaltata: il prevosto fu rinchiuso in soffitta e solo dopo diverse ore gli fu permesso di telefonare al vescovo per informarlo della situazione. Nel pomeriggio dello stesso giorno mons. Luciani in persona raggiunse Montaner, accompagnato dal vicequestore di Treviso, insieme ad alcuni commissari, poliziotti e un autobus di carabinieri; per punire l'insubordinazione dei parrocchiani, il presule entrò in chiesa, prelevò le ostie consacrate dal tabernacolo e, prima di ripartire, decretò l'interdetto contro la parrocchia: da quel momento in poi nessun sacerdote vi avrebbe più potuto celebrare funzioni o amministrare i sacramenti, pena la sospensione a divinis.

## Lo scisma

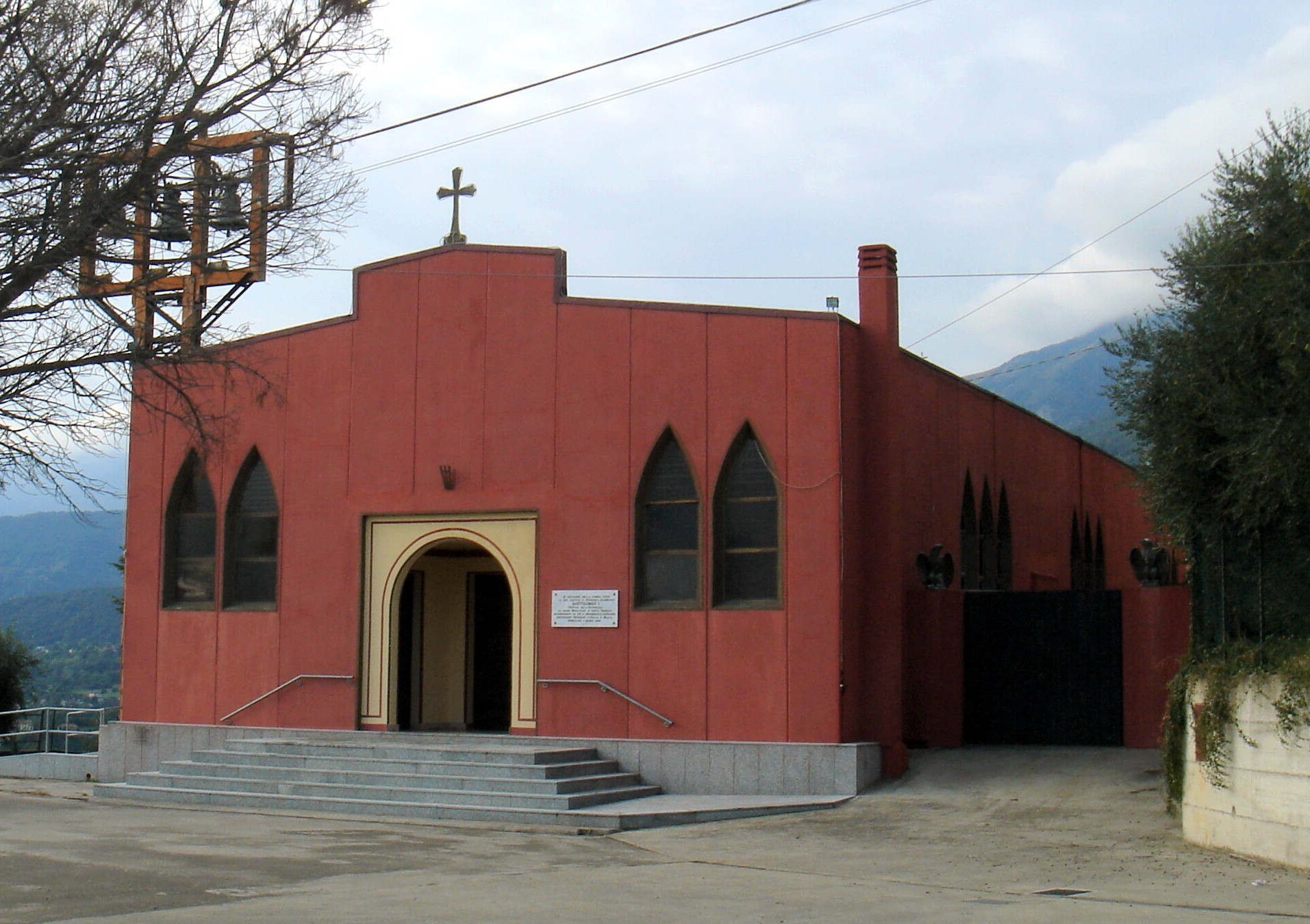
La chiesa ortodossa di Montaner

La popolazione, non rassegnata, compì allora un vero e proprio scisma costituendo in paese una comunità ortodossa. Già dalla fine del gennaio 1967 alcuni rappresentanti di altre confessioni religiose avevano incominciato a interessarsi alla vicenda. Parlarono con la gente e si informarono circa la situazione, ma la possibilità di una conversione dell'intero paese non fu presa in considerazione seriamente.
La sera del 26 dicembre 1967 venne celebrata a Montaner la prima messa secondo il rito bizantino da padre Evloghios Hessler.
La comunità ortodossa proveniva da Montalto Dora, vicino a Torino. Il sacerdote mandato si chiamava padre Claudio Vettorazzo (al secolo Bruno, 1936-1995) e si stabilì definitivamente a Montaner nel giugno del 1969.
Successivamente venne edificata la chiesa ortodossa e consacrata il 7 settembre 1969 da Antonio Bloom, esarca per il patriarcato di Mosca, insieme a padre Evloghios di Milano.
Tuttavia la nuova comunità dovette affrontare numerose difficoltà, soprattutto perché l'adesione all'ortodossia fu dettata più dal risentimento nei confronti del vescovo che da un autentico sentimento di fede. A questo si aggiungevano le problematiche guide spirituali: padre Claudio Vettorazzo aveva avuto una vita religiosa piuttosto tormentata, dovette affrontare dei processi per truffa e altri reati e fu cacciato dal suo successore padre Fanurio Vivan con l'accusa di aver intestato a se stesso tutti i beni della comunità. A sua volta, padre Fanurio fu poi arrestato nel 1994 per possesso e traffico di stupefacenti; l'indagine rivelò anche come organizzasse orge omosessuali. La chiesa di Montaner passò quindi un periodo di profonda confusione, riscontrabile anche nell'adesione ai vari riti liturgici: per un periodo seguì quello russo, poi quello polacco, poi ancora quello assiro di tipo nestoriano. Per questo motivo, gran parte della popolazione tornò cattolica o smise di praticare.
Solo dal 1998, grazie all'attività di alcuni fedeli, la comunità ha finalmente assunto una maggiore consapevolezza religiosa. Da allora segue definitivamente il rito bizantino.
Attualmente la chiesa, non più parrocchiale, è parte integrante di un monastero femminile fondato nel 2000, posto sotto la giurisdizione del Patriarcato ecumenico di Costantinopoli; è frequentata, oltre che dai cristiani di Montaner rimasti legati al rito ortodosso, da un numero crescente di immigrati ortodossi provenienti dall'Europa orientale.
La chiesa ha subito un incendio il 14 dicembre 2013.
Negli anni successivi è stato messo in atto il progetto per la ricostruzione della chiesa e del monastero con un particolare sistema antisismico. 